# Liste der Naturdenkmale in Neu-Anspach
Die Liste der Naturdenkmale in Neu-Anspach nennt die im Gebiet der Stadt Neu-Anspach im Hochtaunuskreis in Hessen gelegenen Naturdenkmale.
| Bild                          | Bezeichnung                            | Ortsteil, Lage                                | Beschreibung                                                                                 | Art   | Nr.             |
| ----------------------------- | -------------------------------------- | --------------------------------------------- | -------------------------------------------------------------------------------------------- | ----- | --------------- |
| BW                            | Eiche Dorfmitte                        | Westerfeld 50° 18′ 48,3″ N, 8° 31′ 31,6″ O    | Starker Einzelbaum mit eindrucksvoller Krone im Ortsmittelpunkt von Westerfeld.              | Eiche | 34              |
| Fotos hochladen               | 2 Linden an der K 738                  | Hausen-Arnsbach 50° 18′ 53,3″ N, 8° 29′ 52″ O | Zwei sehr alte, auffällig hochgewachsene, eng beieinander stehende Bäume in Hausen-Arnsbach. | Linde | 35              |
| Fotos hochladen               | Eiche an der Kirche in Hausen-Arnsbach | Hausen-Arnsbach 50° 18′ 39,5″ N, 8° 30′ 6″ O  | Freistehende alte Stieleiche mit hoch ansetzender, weit ausladender Krone.                   | Eiche | 37              |
| mehr Fotos \| Fotos hochladen | Linde an der Kirche                    | Rod am Berg 50° 17′ 58,6″ N, 8° 29′ 27″ O     | Alter, hochgewachsener Baum mit ausgeprägter Krone im Bereich des früheren Friedhofes.       |       | 38              |
| BW                            | Linde an der alten Schule              | Neu-Anspach 50° 17′ 20,8″ N, 8° 30′ 26,8″ O   | Sehr alter, hochgewachsener Baum mit starke Krone und beträchtlichem Stammumfang.            | Linde | 40              |
| BW                            | Eiche am Sportfeld                     | Hausen-Arnsbach 50° 18′ 40″ N, 8° 30′ 4,1″ O  | Schutzgrund: Eigenart, Schönheit.                                                            | Eiche | 434.007 Har 256 |

## Ehemalige Naturdenkmale
| Bild | Bezeichnung                                  | Ortsteil, Lage                                 | Beschreibung | Art             | Nr. |
| ---- | -------------------------------------------- | ---------------------------------------------- | --- | --------------- | --- |
| BW   | Bäume an der alten Schule in Hausen-Arnsbach | Hausen-Arnsbach 50° 18′ 39,9″ N, 8° 30′ 7,2″ O | Alte Kastanie und Esche dicht beieinander stehend mit hohem Wuchs und starker Krone. Der Schutz wurde 2015 aufgehoben, da nach Fällung von zwei der drei Bäume im Jahr 2013 die Ensemblewirkung zerstört ist. | Kastanie, Esche | 36  |

## Belege
1. ↑  
Naturdenkmale. www.hochtaunuskreis.de, archiviert vom Original am 20. Februar 2016; abgerufen am 27. April 2016.
2. ↑  
34 (255) Eiche Dorfmitte. Archiviert vom Original am 20. Februar 2016; abgerufen am 27. April 2016.
3. ↑  
35 (252) 2 Linden an der K738. Archiviert vom Original am 20. Februar 2016; abgerufen am 27. April 2016.
4. ↑  
37 (253) Eiche an der Kirche. Archiviert vom Original am 20. Februar 2016; abgerufen am 27. April 2016.
5. ↑  
38 (254) Linde an der Kirche. Archiviert vom Original am 20. Februar 2016; abgerufen am 27. April 2016.
6. ↑  
40 (250) Linde an der alten Schule. Archiviert vom Original am 20. Februar 2016; abgerufen am 27. April 2016.
7. 1 2  
Zweite Verordnung zum Schutz von Naturdenkmalen im Hochtaunuskreis Vom 19. Oktober 2015. (pdf; 4,29 MB) Der Kreisausschuss des Hochtaunuskreises -Untere Naturschutzbehörde-, 23. März 2016, abgerufen am 27. April 2016.
8. ↑  
36 (251) Bäume an der alten Schule. Archiviert vom Original am 20. Februar 2016; abgerufen am 27. April 2016.

- Karte mit allen Koordinaten:
- OSM |
- WikiMap